# Malaia ritsemae
Malaia ritsemae är en skalbaggsart som beskrevs av Heller 1891. Malaia ritsemae ingår i släktet Malaia och familjen Rutelidae. Utöver nominatformen finns också underarten M. r. beccarii.